# محمد عبد الكريم أفندي
محمد عبد الكريم أفندي ( بـِ اللغة التركية Mehmet Abdülkerim Efendi ) ( وُلِدَ في عام 1906 م في مدينة إسطنبول في تركيا ) هو حفيد السلطان عبد الحميد الثاني من ابنه الأمير محمد سليم أفندي وولد في إسطنبول في قصر يلديز خلال فترة حكم جدّه السلطان عبد الحميد الثاني.

## حياته الشخصية والسياسية
وفي عام 1922 بعد قرار إلغاء السلطنة والخلافة العثمانية وتأسيس جمهورية تركيا الحديثة في عام 1923 قرر الأمير مغادرة البلاد مع والده الأمير محمد سليم أفندي إلى بيروت في لبنان واستقرّا هناك، وبعدها سافر إلى اليابان عبر الهند وسنغافورة، وخلال هذا أراد اليابانيون إنشاء إمبراطورية خاصّة بهم في تركستان الشرقية وعرضوا رئاستها على الأمير عبد الكريم أفندي وبقي هناك بضعة أشهر ولكن سرعان ما انقلبت الأمور وسيطرت الحكومة الصينية الشيوعية على الإقليم وانتقل سرًّا إلى الولايات المتحدة إلى نيويورك
عام 1935م، قُتل في جريمة اغتيال غير معروفة في غرفته بالفندق في نيويورك، وقال عبد الحميد كايهان عثمان أوغلو حفيده أن الصين قد قامت باغتياله.